# أسبوع الكتاب العبري

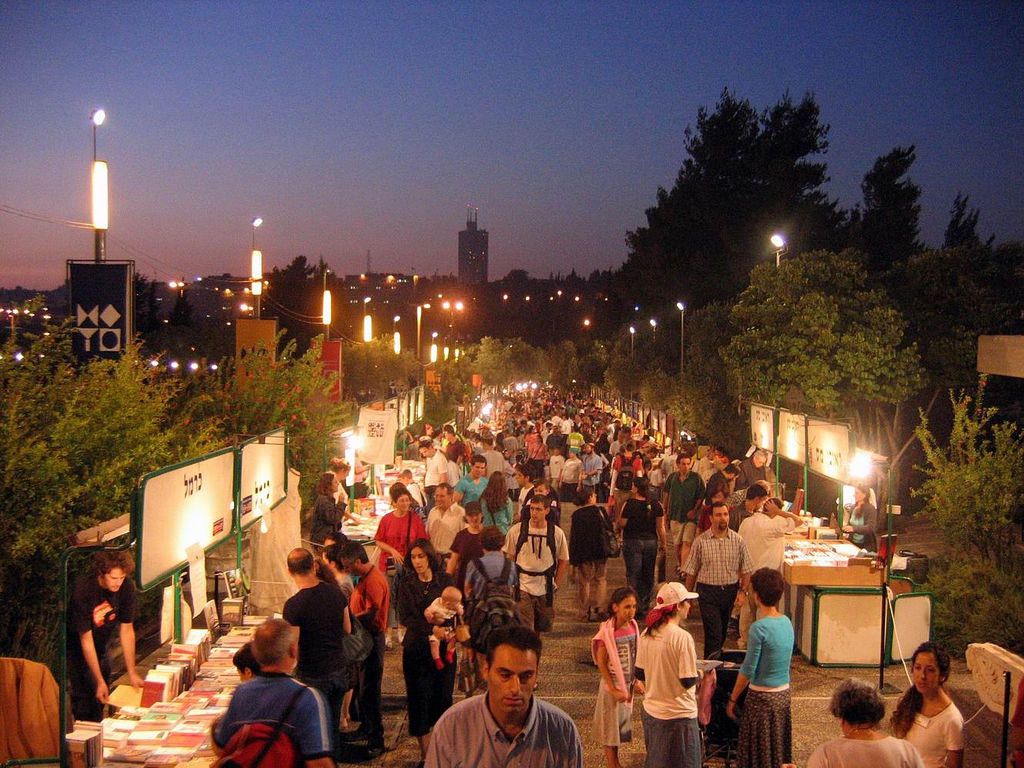
أسبوع الكتاب العبري 2005، في متحف إسرائيل، القدس

أسبوع الكتاب العبري حدث سنوي يتم الاحتفال خلاله بالأدب العبري ويقام في دولة إسرائيل يتم خلاله بيع والترويج للكتب والمطبوعات العبرية والكشف عن آخر الاصدارات الأدبية العبرية، يقام المعرض عادة في شهر يونيو من كل عام وقد تم تمديد مدة هذا الحدث من اسبوع إلى عشرة أيام وذلك لاستيعاب الزخم الحاصل على مستوى المعروض والزوار وتمنح خلال هذا العرض أكبر جائزة أدبية إسرائيلية والمعروفة باسم جائزة سايبر.ذكرت بعض المصادر الصحفية أول انطلاقة لهذا الحدث كانت عام 1926م في تل أبيب وكان يستمر لمدة يوم واحد فقط.